# Акт (фільм, 1993)
«Акт» (рос. Акт) — російський фільм 1993 року режисера Олександра Рогожкіна за власним сценарієм.

## Сюжет
Звичайна людина Ігор Сергеєв випадково стає власником валізи з валютою. Невдовзі він знайомиться з німцем Гансом. Помираючи, Ганс пропонує другу скористатися його документами, щоби виїхати до Німеччини. Ігор разом зі своєю подругою Катею планують еміграцію, але їхнім мріям про краще життя не судилося здійснитися: перехід через фінський кордон провалюється, а долари у валізі виявляються фальшивими.

## У ролях
- Ігор Сергеєв
- Сергій Мигицко
- Тетяна Кузнєцова
- Віктор Бичков — чоловік
- Ігор Головін
- Олексій Полуян
- Борис Чердинцев — рэкетир
- Валерій Кравченко
- Шерхан Абілов — Шерхан, бандит чеченської мафії
- Тетяна Кузнєцова
- Борис Морозов

## Критика
Фільм довгий час залишався майже невідомим, вважався непомітною роботою в фільмографії режисера:
Кажуть, що він про те саме, що й фільм Володимира Хотиненка «Макаров», тільки замість пістолета там валіза з грошима. Його доля загадкова: фільм так само надійно забутий, як і «Третя планета», хоча демонструвався на «Кінотаврі-94» і навіть, можливо, кілька разів на телебаченні. Але жодної VHS-копії цього фільму не існує.— Арсеній Занін, журнал «Искусство кино», 2021 рік
«Акт», що розповідає про злигодні деякого Ігоря Сергеєва, в руках якого через трагічний збіг обставин опинився забитий доларами кейс, заведено вважати прохідною стрічкою у фільмографії Рогожкіна. Однак насправді він насамперед цікавий як чудова ілюстрація загального відчуття безвиході, що охопило мешканців уламків радянської імперії. На тлі краху соціальної та економічної системи перебудови СРСР у суспільстві посилювалося майже патологічне благоговіння перед ситим «колективним Заходом» і гостре бажання безмежного споживацтва.— Станіслав Луговий, історик кіно, співробітник Музею кіно, журнал «Искусство кино», 2022 рік
Ця стрічка по-своєму є зразковою у відтворенні настрою безвиході, що охопив багатьох вітчизняних кінематографістів у перші роки після розпаду Радянського Союзу.
Герої подібних фільмів усіма правдами й неправдами намагалися залишити збанкрутілу батьківщину з порожніми магазинними полицями та похмурими чергами, щоби потрапити на Захід, що манив своїм добробутом. Але, на жаль, автори рідко давали їм таку можливість. Часто плани персонажів-невдах розбивалися в останню мить — і «життя в рожевому кольорі» залишалося лише мрією… Ймовірно, знайдеться не так уже й багато охочих додивитися цей важкий фільм до кінця. Не кажучи вже про те, щоб побачити його знову.— кінознавец Олександр Федоров, 2022 рік

## Фестивалі
Фільм брав участь у конкурсній програмі кінофестивалю «Кінотавр» (1994).